# Robert Montgomery Bird
Pour les articles homonymes, voir Montgomery et Bird.
Robert Montgomery Bird est un romancier, dramaturge, journaliste et médecin américain né le 5 février 1806 et mort le 23 janvier 1854.

## Biographie
Robert Bird naît à New Castle dans le Delaware, d'une famille de pionniers. Son père est un associé prospère du cabinet Bird and Riddle, agents du ministère de la Marine. Lorsque sa famille est contrainte de se séparer (comme il le mentionne dans l'un de ses premiers écrits My Father- who died when I was 4 years old), sa mère et ses frères déménagent à Philadelphie, et il est recueilli par un riche oncle à New Castle, Nicholas Van Dyke. Il étudie ensuite à l'Académie de New Castle, où il est encouragé à développer son aptitude pour la musique, ainsi qu'à l'Académie de Germantown. Cependant, il dira par la suite que ces années n'ont pas été agréable. Il est diplômé de l'Université de Pennsylvanie en 1824. Il commence à écrire brièvement des commentaires sur la littérature latine, américaine et anglaise dont les dramaturgies élisabéthaines. Il écrit ensuite des poèmes et de la fiction durant ses études de médecine. En 1827, deux comédies,  'Twas All for the Best et News of e Night sont publiées dans le Philadelphia Monthly Magazine. Après avoir obtenu son diplôme, Bird tente de commencer une pratique médicale mais découragé après un an, il décide d'abandonner pour poursuivre une carrière littéraire.
Dans un petit carnet intitulé Useful Works- if well prepared, Bird se donne pour objectif d'écrire neuf biographies, les trente volumes de diverses études, les trois volumes de contes, certains romans de Boccace, les mille et une nuits, onze tragédies, douze comédies, trente-trois mélodrames, et vingt-cinq romans. Il écrit divers poèmes publiés dans des journaux et quelques pièces de théâtre. Stimulé par le concours lancé par l'acteur Edwin Forrest qui promet le prix de 1 000 $ pour toute pièce de théâtre susceptible de devenir un succès par des auteurs américains, Bird écrit Pelopidas. La pièce n'est pas produite parce que Forrest trouve le personnage impropre à mettre en évidence ses points forts. En revanche, Bird écrit une autre pièce, Le Gladiateur, qui elle, sera produite et rencontrera un véritable succès en 1831.  Elle sera jouée des milliers de fois dont une grande partie, du vivant de l'auteur. Rapidement devenus amis,  Bird écrit plusieurs autres pièces pour Forrest comme  Oralloossa, Fils des Incas et Le Courtier de Bogota. Forrest avait promis de payer Bird pour ces pièces, si elles avaient du succès. Bien qu'elles en aient eu, Forrest, ne voulant pas partager son succès, refusa de donner à Bird l'argent supplémentaire promis. Frustré, Bird se tourna alors, vers l'écriture de romans dont  Calavar (1834), L'Infidèle (1835), Les Faucons de Hawk-Creuse (1835), Sheppard Lee (1836), Nick of the Woods (en) (1837) (son plus grand succès), et Les Aventures de Robin Day (1839). Calavar et Les Infidèles sont remarquables par leurs graphiques et leurs descriptions précises de l'histoire du Mexique. Son dernier roman "Une Vengeance Tardive" sera terminé par son fils, Frederick M. Bird (1889).
En 1837, conjointement à sa carrière d'écrivain,  il commence une carrière de journaliste, travaillant comme rédacteur en chef Adjoint au The American Monthly Magazine dont il deviendra le rédacteur en chef The North American (en) en 1847.
Les cinq années de 1834 à 1839 ont été productives, marquées par l'écriture de six romans et une partie du septième, par son mariage et la naissance de son fils, mais entachées par la querelle avec Forrest. Selon Christopher Looby, "Les biographes de Bird disent que l'intensité de ces travaux littéraires ont conduit à une dégradation de son état de santé tant physique que mentale et qu'il a pris sa retraite dans une ferme sur la rive orientale du Maryland, en 1840, afin de  recouvrir sa santé."
De 1841 à 1843, il est professeur de médecine à l'institut de Médecine de Pennsylvanie, à Philadelphie. Au cours de cette période, il rencontre le sénateur John Clayton, et s'intéressant à la politique, il devient délégué au Whig Convention à Baltimore en 1844 et en 1848, puis écrit une biographie de la campagne du Général Zachary Taylor. Il tombe malheureusement malade au début de l'hiver de 1853 et meurt  le 23 janvier 1854 d'une embolie cérébrale
. Il est inhumé au Laurel Hill Cemetery à Philadelphie.